# Lucas (Texas)
Lucas è un centro abitato degli Stati Uniti d'America, situato nella contea di Collin dello Stato del Texas.

## Geografia fisica
Lucas è situata a 33°06′05″N 96°34′41″W.
Secondo lo United States Census Bureau, ha un'area totale di 23.8 km² (9.2 mi²). In parte della superficie cittadina è compresa l'area del lago Lavon.

## Società

### Evoluzione demografica
Secondo il censimento del 2000, c'erano 2.890 persone, 945 nuclei familiari e 855 famiglie residenti nella città. La densità di popolazione era di 314,3 persone per miglio quadrato (121,3/km²). C'erano 962 unità abitative a una densità media di 104,6 per miglio quadrato (40,4/km²). La composizione etnica della città era formata dall'80,44% di bianchi, l'8,42% di afroamericani, lo 0,52% di nativi americani, lo 0,28% di asiatici, lo 0,03% di isolani del Pacifico, l'1,00% di altre razze, e l'1,31% di due o più etnie. Ispanici o latinos di qualunque razza erano l'11,56% della popolazione.
C'erano 945 nuclei familiari di cui il 44,9% had children under the living with them, l'83,2% erano coppie sposate conviventi, il 4,0% aveva un capofamiglia femmina senza marito, e il 9,5% erano non-famiglie. Il 7,5% di tutti i nuclei familiari erano individuali e l'1,8% aveva componenti con un'età di 65 anni o più che vivevano da soli. Il numero di componenti medio di un nucleo familiare era di 3,06 e quello di una famiglia era di 3,22.
La popolazione era composta dal 30,2% under the, il 5,3% di persone dai 18 ai 24 anni, il 28,8% di persone dai 25 ai 44 anni, il 29,1% di persone dai 45 ai 64 anni, e il 6,6% di persone di 65 anni o più. L'età media era di 39 anni. Per ogni 100 femmine c'erano 98,9 maschi. Per ogni 100 femmine dai 18 anni in giù, c'erano 97,9 maschi.
Il reddito medio di un nucleo familiare era di 100.220 dollari, e quello di una famiglia era di 101.014 dollari. I maschi avevano un reddito medio di 72.471 dollari contro i 38.182 dollari delle femmine. Il reddito pro capite era di 34.020 dollari. Circa il 3,9% delle famiglie e il 4,1% della popolazione erano sotto la soglia di povertà, incluso il 3,7% di persone sotto i 18 anni e il 5,0% di persone di 65 anni o più.
Secondo il censimento del 2010 la popolazione era di 5.116 persone.